# Universität Galileo
Die Universität Galileo (Universidad Galileo) ist eine private Hochschule in Guatemala-Stadt. Rektor ist José Eduardo Suger Cofiño.

## Geschichte
Die Gründung erfolgte im Jahr 2000. Ihr Begründer und Vorsitzender Eduardo Suger Cofiño wollte eine innovative Art von Hochschulen fördern, die vor allem technische Studiengänge anbietet und die durch ihre Bildungszentren in die Nähe der Studenten kommt.
Bereits 1978 lernten an der im Jahr zuvor genehmigten Schule für Informatik, die Teil der Universidad Francisco Marroquín war 96 Studenten. Am 30. Juli 1982 wurde die Tätigkeit des Instituts und der Fakultät für Systems Engineering, Informatik und Informatik (FISICC) offiziell und Eduardo Suger als Dekan und Doktor Antonio und Guillot Mayra Roldan Ramirez als Vertreter ernannt. Am 31. Oktober 2000 wurde mit der Zustimmung des Rates für private Hochschulen (CEPS) das Institut in die Universidad Galileo umgewandelt.

## Fakultäten
Die Universität Galileo hat fünf Fakultäten:
Systeme-, Informatik- und Computer-Wissenschaften (FISICC) mit den Studiengängen
- Fernmeldetechnik
- Instrumentalisierung und Maschinelle Kontrolle in der Industrie
- Transmission Technik
- Linientechnik
- Telefonschaltung Technik
- Computer-Management
- Ingenieurinformatik
- Elektronik Ingenieurwesen
- Ingenieur Fernmeldetechnik und Ferninformatik
- Ingenieur Mechatronik
- Aufbaustudium Netzwerke
- Aufbaustudium Datenbanken
- Aufbaustudium Fernmeldetechnik
- Aufbaustudium Computer Netzwerke
- Aufbaustudium Informationssysteme
- Aufbaustudium Informationssicherheit
- Master Fernmeldetechnik und Ferninformatik
- Master Informationssysteme, Datenbanken
- Master Informationstechnologie
- Freie Kurse Strukturierte Verkabelung
- Freie Kurse Informatiksicherheit
- Freie Kurse IP-Telefonie (VoIP) mit Asterisk

Technologie- und Industrie-Wissenschaften (FACTI) mit den Studiengängen
- Wirtschaftsingenieurwesen
- Verwaltungsingenieurwesen
- Aufbaustudium Verwaltung
- Aufbaustudium Unternehmensingenieur
- Aufbaustudium Landwirtschaftsunternehmen
- Aufbaustudium Kliniken und Krankenhäuser Verwaltung
- Aufbaustudium Krankenhausverwaltung
- Aufbaustudium Qualitätsmanagement ISO 9000
- Master Reliabilität
- Master Unternehmensingenieur
- Master Qualitätsverwaltung
- Master Krankenhausverwaltung
- Master Personalwesen
- Master Produktivität in der Landwirtschaft
- Master Produktivität im Gesundheitswesen
- Master Analyse und Verwaltung der Qualität
- Master Re-Engineering und Qualitätssicherheit Technologien

Bildungswissenschaften (FACED) mit den Studiengängen
- Magister für: Mathematik und Physik, Chemie und Biologie, Informatik und Computerwissenschaften, Sprache, Literatur und Geschichte
- Magister in Bildungsmanagement
- Professor für: Mathematik und Physik, Chemie und Biologie, Informatik und Computerwissenschaften, Sprache, Literatur und Geschichte

Kommunikationswissenschaften (FACOM) mit den Studiengängen
- Magister Sozialkommunikation
- Kommunikation- und Design-Technik
- Filmproduktionstechnik
- Digitalproduktionstechnik

Sport-Wissenschaften und -Technologie (FACTEDE) mit den Studiengängen
- Sport-Wissenschaften und -Technologie
- Sportverein-Management
- Sport-Technik und -Technologie

## Schulausbildungsgänge
Die Universität bietet vier Schulausbildungen:
Schule der Kunst (ESA) mit den Studiengängen
- Magister für Musik
- Magister für Schalltechnik

Schule für Gesundheitswesen (ESCISA)
- Klinisches Labor
- Radiologie
- Optometrie
- Intensivstation

Technische Schule (ESTEC) für technische Ausbildung und die
Schule für Entwicklung und Weiterbildung (ESDAP) für Erwerbstätige.

## Sonderprogramme
Und drei besondere Programme:
- Menschliche Entwicklung für Behinderte.
- Weiterbildung: EDV von Microsoft, Online-Geschäfte, Versicherungen, Bildungsinnovation und CISCO-Netzwerke.
- Offenes Bildungsinstitut (IDEA) mit 51 Bildungszentren in ganz Guatemala.